# Liang Wengen
Liang Wengen, né en 1956, est un homme d'affaires chinois, créateur de la société Sany spécialisée dans les engins de chantier et les machines-outils. Il a été, en 2012, la personne la plus riche de Chine.

## Biographie
Liang Wengen est né dans la province du Hunan. Il a travaillé au ministère supervisant la fabrication des munitions et des chars d'assaut de l'armée. En 1987, il quitte ce poste pour créer son entreprise.
En 2012, il devient pour un temps la personne la plus riche de Chine, avec un patrimoine estimé à 70 milliards de yuans. 
Il a été à un moment pressenti pour entrer au comité central du Parti communiste chinois.

## Famille
Son fils Liang Zaizheng, diplômé de l'Université de Warwick,  a rejoint l'entreprise paternelle en 2000 à l'âge de 26 ans.